# 巴塔哥楔齿蜥属
巴塔哥楔齿蜥属（学名：Patagosphenos）是喙头目的一属。

## 下属物种
本属包括以下物种：
- Patagosphenos wataku Gentil et al., 2019[2]